# Wolfskuhle (Beyenburg)
Wolfskuhle war eine Ortslage im Wuppertaler Wohnquartier Beyenburg-Mitte im Stadtbezirk Langerfeld-Beyenburg.

## Geografie
Die Ortslage liegt auf 279 m ü. NHN in einer Kurve der Landesstraße 411 zwischen Sondern, Siepenplatz und Windfoche. Westlich befindet sich das Waldgebiet Sondernbusch. Die Neubaugebiete zwischen Sondern, der Wohnsiedlung Siegelberg und Windfoche haben sich in den letzten Jahren bis an die Ortslage ausgebreitet.

## Geschichte
1832 war Wolfskuhle Teil der Honschaft Walbrecken, die der Bürgermeisterei Lüttringhausen angehörte. Der laut der Statistik und Topographie des Regierungsbezirks Düsseldorf als Wirthshaus bezeichnete Ort besaß zu dieser Zeit ein Wohnhaus. Zu dieser Zeit lebten elf Einwohner im Ort, alle evangelischen Glaubens.
Auf der Preußischen Uraufnahme von 1843 ist der Ort als Wolfsgrube verzeichnet.